# Quinnipiac
Quinnipiac (Quinnipiack - /'long water land'/, Eansketambawg - /'original peoples'/), indijansko pleme porodice Algonquian iz grupe Mattebesic, koje je obitavalo u nekoliko sela na istoimenoj rijeci u okrugu New Haven u Connecticutu. Tridesetih godina 17. stoljeća  (1638.) bilo ih je tek 165, nešto kasnije (1735.) broj im se povisio na 250. Tridesetak godina kasnije (1768.) dio njih preseljen je u Farmington gdje je za njihove potrebe kupljena zemlja. Tu ih je 1774. preostalo svega 38. –Sela Quinnipiaca bijahu: Mautunsq, Mioonktuck, Montowesa, Quinnipiac, Totoket.

## Ostali nazivi
Kinnipiaks, Panaquanike, Qinnepioke, Quennapiok, Queenapoick, Quenepiage, Quenepiake, Quenopiage, Querepees, Quliapiack, Quillipeage, Quillipiacke, Quillipiacke, Quillipieck, Quillipiog, Quillipiuk, Quillipyake, Quillypieck, Quimipeiock, Quinapeag, Quinapeake, Quinipiac, Quinipieck, Quinipiuck, Quinnepaeg, Quinnepas, Quinnepauge, Quinnepiac, Quinnepiack, Quinne-py-ooghq, Quinnipauge, Quinnipiak, Quinnipieuck, Quinnipiog, Quinnipioke, Quinnopiage, Quinnypiag, Quinnipieuck, Quinnypiock, Quinnypiog, Quinopiocke, Quinypiock, Quirepey, Quiripeys, Quiripi, Qunnipieuk, Qunnipiuck, Qunnipiug, Qunnippiuck, Quunnipieuck, Quyropey, Qvinipiak.

## Bande
Prema Johnu Menti, kada su engleski naseljenici 1638. stigli u ove krajeve pleme Quinnipiac se sastojalo od od četiri različite grupe, to su:
- 1) Momauguin, u New Havenu. Ime prema sachemu.
- 2) Montowese u North Havenu. Menta ih drži kao North Quinnipiac pleme, a po nekima oni su možda porijeklom od Wangunk Indijanaca.
- 3) Shaumpishuh (Menunkatuck) u Guilfordu. Ime prema ženi-sachemu.
- 4) Totoket u Branfordu. Ova grupa govorila je jezikom quiripi, a Abraham Pierson koji je 1640. došau u Novu Englesku, i četiri godine kasnije utemeljio crkvu u Branfordu (1644), tokom svog službovanja naučio je ovaj jezik.

## Život i običaji
Quinnipiaci su bili lovci i farmeri južnog središnjeg Connecticuta, čiji se teritorij prostirao na nekih 300 četvornih milja, od čega je po prilici polovici nalazila u današnjem okrugu New Haven. Duž obale njihov teritorij zauzimao je regiju od Oyster Rivera (Milford/West Haven granica), na zapadu, pa na istok sve do East Rivera (Gilford-Madison garbica). Teritorij ja obuhvaćao današnji New Haven, West Haven, East Haven, North Haven, Hamden, Branford i Guilford.
Svaka banda Quinnipiaca, Momauguin, Menunkatuck, Montowese i Totoket, imale su svoje vlastite sacheme i političku autonomiju, političkih konflikata među njima nije bilo, a bilo je i slučajeva bračnih veza, napose među srodnicima sachema ovih bandi, čime su se vjerojatno učvršćivale međusobne veze. Sachem je mogao biti i muškarac i žena, što je bilo nerijetko među novo-engleskim plemenima. Pozicija sachema često je nasljedna. Pravo po rođenju nije uvijek moralo garantirati uvjet na ovaj položaj. Nepoželjni poglavica mogao je biti smijenjen od svoga sela i zamijenjen nekim svojim srodnikom.
Arheologija i povijest nam malo govori o religiji Quinnipiaca, jer su naseljenici i crkva njihovu religiju smatrala satanskom i bezbožnom, pa su poznata tek temeljna znanja o Algonquian religiji u području Nove Engleske. Postojali su razni rituali i ceremonije koji ukazuju na poštovanje nekih natprirodnih sila nastanjenih u svim stvarima i cijelom univerzumu. Lovac će uputiti molitvu duhu ubijene životinje, kao bi si osigurao uspjeh i u budućem lovu. Ovo nalazimo među ne samo raznim indijanskim narodima nego i plemenima širom svijeta, koja živ u skladu s prirodom. Novo-engleski Algonkianci (Algonquians) vjeruju u razna 'božanstva' i duhove, kao sunce, mjesec, vatra, more i četiri smjera. Najvažniji su Kiehtan (Ketan ili Cautantowwit), bog stvoritelj i Hobbamock. Hobbamock je zbirni termin koji označava bestjelesne duše koje su se ponovno pojavile u oblicima ljudi, životinja i raznih mitskih kreatura, koje kada uđe u ljude, oni tada postaju powwowi. Powwowi su šamani ili medicine meni, i glavni religiozni vođe novo-engleskih Algonkianaca. Oni su i doktori koji se služe ljekovitim travama i duhovnom moći. Glasoviti powwow Passanconway, vjerovao je da je sposoban metamorfozom postati plameni čovjek. 
Kuća kod Quinnipiaca oblika je kupole, poznata kao wigwam. Nju gradi žena od različitog drveta, to može biti drvo, kora ili pletena trava. Tipični wigwam visok je 6 do 8 stopa (1,8 do 2,5 metara), i 10 do 16 stopa u dijametru, u svojim temeljima. Wigwam može biti dom jednoj ili više obitelji. Na sredini wigwama nalazi se kameno ognjište, dok se na vrhu nalazi otvor za propust dima.  Problem dima slično rješavaju i plemena tropske šume, za koje razni etnografski zapisi navode da je unutrašnjost takve kuće obično začađena i crna.
U vremenima mira, Quinnipiaci uglavnom provode u lovu na divljač. U lovi se služe lukom i strijelom, raznim zamkama i kopljima. U lovu na krznaše Indijanci se služe raznim zamkama, a krzno se prodavalo ili se radila odjeća iz njega. Luk se morao izrađivati od fleksibilnog drveta, osobito su koristili jasen, hrast i drvo hickory-oraha (Carya spp.; vidi  Arhivirana inačica izvorne stranice od 15. listopada 2006. (Wayback Machine) slike). Meso koje su lovci nabavljali pripadalo je poglavito jelenu i pernatim stvorenjima. Žene su se bavile uzgojem kukuruza, graha, tikava, bundeva i drugog, a polja su se nalazila u blizini sela. Hvatana je i riba i sakupljali su se razni mekušci, kao što su to školjkaši i rakovi. Nadalje treba spomenuti i sakupljanje, jer je priroda obitovala mogim darovima oko kojih se nije trebalo mučiti, osim da se pokupe. Tu imamo razne bobice, kao maline, jagode, nadalje loza i šljive. U jesen su sakupljao orah, žir i kesten koji su sušili i skladištili do zime, kada su ga često kuhali u juhama ili s mesom.

## Povijest
Godine 1614. pomorsdi istraživač Adrian Block uplovio je za Nizozemsku zapadnoindijsku kompaniju (West-Indische Compagnie ili WIC), uplovio je sa svojim brodom Onrust (Unrest) u luku New Haven, u današnjem Connecticutu, zemlju Quinnipiaca. Bande ovih Indijanci tada su u svojim mishoon kanuima dubljenim u deblima tokom proljeća i ljeta odlazili u ribolov i sakupljanje dagnji i drugih školjaka. Govorili su R-dijalektom, a njihovo ime Quinni-pe-auke, “long-water-land,” Nizozemci su skratili na Quiripey. Naziv je bio tek oznaka mjesta gdje su oni živjeli. Jedno od imena kojim su oni sebe označavali je Eansketambawg, “We, the surface dwelling people.” Prfiks ean- koristio se da bi se označili 'oni od istog naroda'. Po indijanskom razmišljanju narode su predstavljale i životinje, i male biljke i drveće. Dijalkti kojima su se Quinnipiaci služili, bilo je više, baš kao što je bilo i biše njihovih bandi.
Englezi u nmjihovu zemlju dolaze 1638, a negdje u to vrijeme pogađaju ih i epidemije, a nakon Metacomovog ustanka mnoga plemena nalaze se u egzilu. Quinnipiaci potpisuju 3 ugovora s njima i to 1658. i 1659. godine. Prvim ugovorom dodijeljen im je rezervat od 1,200 akara, kojeg Richard G. Carlson navodi kao 'prvi indijanski rewzervat u sadašnjim Sjedinjenim Državama'. Ugovorima su Quinnipiaci engleski saveznici i u trgovačkim i vojnim pitanjima. Ratnici Quinnipiaca učestvuju i u kanadskom ratu 1690, u Kubanskoj ekspediciji 1740 i Lewisburg ekspediciji 1745. –Bande Quinnipiaca razdvajaju se u kasnom 18. stoljeću. Jedan dio odlazi živjeti s Tunxis Indijancima u Farmington, a ostali u regiju Guilforda. Dio što se priključio Tunxisima odlazi za Stockbridge u Massachusetts i priključuju se Mahicanima i Munseema, i s njima “trail of heartaches”- za Oneidu u New York i konačno Menominee Thunder Clanu u Wisconsin.
Neke obitelji Quinnipiaca otišle su u Derby u sachemdom Naugatuck i žene se s Paugussett Indijancima. Jedna od njihovih žena bila je Sarah, koja se udala za Joseph Mahweeja, sina Gideon Mauweeja, prvog sachema Schaghticoka, i otac Eunice Mauwee (1756 - 1860), koja je umrla u 104 godini života (vidi slika). Većina Schaghticoka porijeklom su od Quinnipiaca a nastanili su se u Schaghticoke, okrug Kent, Connecticut (vidi  Arhivirana inačica izvorne stranice od 11. prosinca 2005. (Wayback Machine)).
Godine 1920. dolazi do Pan-Indijanskog pokreta među plemenima Nove Engleske pod motom “We Are Still Here,” formirajući Indian Council of New England. Ujedinjavanjima nastaju nova plemena među kojima i Pennacook/Sokoki Inter Tribal Nation, Inc.,  New Hampshire Indian Council, Inc., i Ramapough Mountain Indians, Inc. (NJ).  Plemena Connecticuta 1960-tih dobivaju državna plemenska priznanja a 1970-tih nastaje CIAC (Connecticut Indian Affairs Council). Potomke Quinnipiaca možemo naći među Moheganima, i Schaghticoke Indijancima Connecticuta i Brothertonima u Wisconsinu.

## Vanjske poveznice
- Quinnipiac Indians and the Woodland Village  Arhivirana inačica izvorne stranice od 16. lipnja 2006. (Wayback Machine)
- The Society of Colonial Wars in the State of Connecticut
- Quinnipiack Indians Extension Activities  Arhivirana inačica izvorne stranice od 17. travnja 2006. (Wayback Machine)